# Schöllbüchl
Schöllbüchl (früher auch Schollbüchel) ist eine Ortschaft in der Marktgemeinde St. Martin im Bezirk Gmünd in Niederösterreich mit 87 Einwohnern (Stand 1. Jänner 2024).

## Geografie
Die hauptsächlich links der Lainsitz gelegene Rotte befindet sich zwischen Roßbruck und Anger und zählt zur Katastralgemeinde Langfeld. Im Westen führt die Gmünder Straße am Ort vorüber und im Osten verläuft die Trasse der Waldviertler Schmalspurbahn. Am 1. April 2020 umfasste die Ortschaft 40 Adressen.

## Geschichte
Gochnat nannte Schöllbüchl als einen im Amt Lainsitz gelegenen Ort der Herrschaft Weitra. Laut Adressbuch von Österreich waren im Jahr 1938 in Schöllbüchl einige Landwirte mit Direktvertrieb ansässig.

## Verkehr
In Schöllbüchl befindet sich eine Station der Waldviertler Schmalspurbahnen.